# 10 мифических существ Байду
10 мифических существ Байду (кит. упр. 百度十大神兽; тр.кит. 百度十大神獸, пиньинь bǎidù shídà shénshòu) — придуманные в материковом Китае существа, изначально описанные в интерактивной энциклопедии Энциклопедии Байду в 2009 году, которые в дальнейшем стали популярным китайским интернет-мемом. Эти десять выдуманных животных — реакция китайских пользователей сети на онлайн-цензуру ненормативной лексики в Китае, пример обхода этой цензуры.

## История появления
В 2009 году Коммунистическая партия Китая запустила специальную кампанию по контролю за непристойным поведением в интернете, закрыв большое количество веб-сайтов, связанных с вульгарным контентом, в том числе многие дискуссионные группы на Douban.com.  Это действие вызвало недовольство среди пользователей, и в энциклопедии Байду появилась статья о вымышленном животном «Лошадь грязной травы» (кит. 草泥马) и несколько других названий животных, используя омофоны и иероглифы, с похожим на ненормативную лексику чтением. Изначально в энциклопедии Байду появилось «Четыре мифических существа» («Лошадь грязной травы», «Французско-хорватский кальмар», «Маленькая изящная бабочка» и «Хризантема шелкопрядов»), а затем их количество расширилось до десяти.
Мемы обрели большую популярность и стали широко обсуждаться на китайских интернет-форумах. Большинство пользователей пришли к выводу, что цель авторов подобных словообразований состояла в том, чтобы высмеивать бессмысленность новых фильтров в интернете. Мем интерпретируется большинством китайских онлайн-пользователей как прямая форма протеста, а не преднамеренная попытка нарушить правила Байду.  Было также создано несколько пародий на мемы, таких как «10 Легендарных Орудий Байду» и «10 Деликатесов Байду».

## 10 Мифических существ
Имена самих созданий являются безобидными в письменном варианте, однако их тоновая окраска и написание в пиньине совпадают с нецензурными ругательствами.
Название некоторых существ широко используются для выражения протеста, например, «Лошадь грязной травы» пишут в качестве символического нарушения правил форума, как бы используя ненормативную лексику, а сама цензура символизируется речным крабом, который созвучен слову «гармония» и отсылает к «гармоничному обществу».
| Мифическое животное                                               | Истинный смысл фразы | Определение |
| ----------------------------------------------------------------- | --- | --- |
| Cao Ni Ma (草泥马, Cǎo Ní Mǎ) – «Лошадь грязевой травы»           | Созвучно с фразой Cào Nǐ Mā (肏你妈), которая переводится как «трахни свою мать». Несмотря на различные тоны, является самым популярным сленговым словом. | Согласно оригинальной статье из Байду, «Лошади грязевой травы» происходят из пустыни Малер Гоби (马勒戈壁, Mǎlè Gēbì, которая созвучна китайским иероглифам 妈了个屄, māle ge bī, и дословно переводится как «чертова п***а твоей мамы». Первоначальное изображение из оригинальной статьи Baidu Baike представляет лошадь как зебру, но в последующих версиях ее заменили альпакой. Согласно теории о «Лошади грязевой травы», в ее среду обитания регулярно вторгаются речные крабы (河蟹, héxiè), которые символизируют интернет-цензуру в Китае. «Речные крабы» по произношению напоминают слово «гармония» (和谐, héxié), что применительно к «гармоничному обществу», к которому, по сообщениям руководства Китая, оно стремится, и потому используется для оправдания жесткой цензуры в Интернете. В результате, когда сообщение на форуме удаляется, в уведомлении об удалении говорится, что сообщение «гармонизировано» (和谐, héxié), что произносится как «речной краб» (河蟹, héxiè), так что пользователи сети говорят, что этот пост был съеден "речным крабом". |
| Fa Ke You (法克鱿, Fǎ Kè Yóu) - «Французско-хорватский кальмар»   | Прямая китайская транслитерация английской фразы «fuck you»                                                                                               | Согласно автору статьи о кальмаре, "Fa Ke You" является разновидностью беспозвоночных, агрессивных кальмаров, найденных во Франции (法国) и Хорватии (克罗地亚), отсюда и название. При возбуждении они выделяют «жидкости белого цвета» и наносят большой вред людям при нападении. |
| Ya Mie Die (雅蠛蝶, Yǎ Miè Dié) – «Маленькая изящная бабочка»     | Происходит от японского yamete (止めて), что означает «остановись»                                                                                        | Мем ссылается на японский жанр изнасилования в порнографии, а также демонстрирует общий китайский стереотип о японцах как о эротоманах, женоненавистниках и извращенцах. |
| Ju Hua Can (菊花蚕, Jú Huā Cán) – «Хризантема шелкопрядов»        | Имеются в виду острицы, где термин «хризантемы» (júhuā) – сленговое слово для обозначения ануса                                                           | Используется для описания анального секса, так как «сломанная хризантема» (菊花蚕 jú huā cán) созвучна фразе «сломанный анус», что означает (возможно, болезненный) анальный секс, так как слово «сломанный» (残 cán) созвучно «шелкопряду» (蚕 cán). «Сломанная хризантема» является распространенной вульгарной китайской идиомой, и обозначает безнадежность, намекая на болезненные ощущения, как при анальном сексе, так и после него. |
| Chun Ge (鹑鸽, Chún Gē) – «Перепелиный голубь»                    | Созвучность с 春哥 (Chún Gē) – «Брат Чунь» | Имеет две интерпретации: 1) Термин «Большой Брат Чунь» использовался для обозначения певицы Ли Юйчунь (李宇春) из-за ее андрогинной внешности. 2) Chun (Chún 春) также означает fa chun (发春), сленговое выражение для сексуального возбуждения - буквально «весна пришла». |
| Ji Ba Mao (吉跋猫, Jí Bá Māo) – «Счастливый кот»                  | Созвучность с 鸡巴毛 (Jī ba máo), что переводится как «мужские лобковые волосы»                                                                           | В статье о создании мема говорится, что этот кот живет в темных, влажных условиях и конкурирует за еду с Белым тигром («белый тигр» - жаргонное выражение для голой / бритой вульвы. |
| Wei Shen Jing (尾申鲸, Wěi Shēn Jīng) – «Кит с тянущимся хвостом» | Созвучность с 卫生巾 (wèishēngjīn) – женские прокладки | Согласно легенде Байду, на это существо охотились для добычи материалов одежды для изготовления женского нижнего белья. |
| Yin Dao Yan (吟稻雁, Yín Dào Yàn) – «Поющий рисовый гусь»         | Созвучно с 阴道炎 (Yīn Dào Yán), что переводится как «вагинит»                                                                                            | Согласно легенде об этом животном, в эпоху Канси большой гусь упал на поле, повредил его и заставил местных фермеров заболеть странной болезнью. |
| Da Fei Ji (达菲鸡, Dá Fēi Jī) – «Умный и ароматный цыпленок»      | Созвучно с 打飞机 (Dǎ Fēi Jī), сленговое слово для мужской мастурбации, буквально переводится как «ударить по самолету»                                   | Согласно оригинальной статье, «Da Fei Ji» — это вид птицы, которая любит физические упражнения. Самцы вызывают спазмы шеи, чтобы выплевывать белую секрецию, и таким образом производят впечатление на самок во время брачных периодов. |
| Qian Lie Xie (潜烈蟹, Qián Liè Xiè) – «Скрытый огненный краб»     | Созвучно с 前列腺 (qián liè xiàn), что переводится как «предстательные железы»                                                                            | Согласно статье, этот легендарный краб однажды затопил Великий канал (имеется в виду мочевыводящие пути). |

Позднее стали появляться производные от Десяти Мифических Существ, такие как «Обезьяна аиста» (鹳狸猿 guànlíyuán) созвучная «администратору сети» (網絡管理员 wǎngluò guànlíyuán), которое используется, чтобы выразить недовольство действиями сетевых администраторов; «Наркобарон» (毒豺 dúchái) созвучный слову «диктатура» (独裁 dúcái), которое используется в целях защиты от интернет-цензуры, когда в негативном ключе обсуждается однопартийная система управления в Китае.

## Официальная реакция
Главное государственное управление КНР по делам прессы, печати, радиовещания, кинематографии и телевидения выпустило директиву от 30 марта 2009 года, выделив 31 категорию контента, запрещенного онлайн, в том числе проявление насилия, порнографию, и, в целом, любого контента, который содержит дискриминацию по национальному признаку и подрывает социальную стабильность. Согласно сообщениям, инструкция появилась в ответ на возникновение и популяризацию феномена «Лошади грязной травы».